# Военный контингент Чехии в Афганистане

военные полицейские Чехии обучают афганских полицейских стрельбе из автоматов PM md. 63 румынского производства (22 февраля 2012)

Военный контингент Чехии в Афганистане или Чешский афганский контингент (чеш. Kontingent speciálnich sil КСС) — объединённая военная сила вооружённых сил Чехии. Действовало в составе сил ISAF. В основном, было развёрнуто в южных провинциях Афганистана таких как Кандагар, Нангархар и Гильменд. Чешские войска были в Афганистане в 2004, 2006, 2008 — 2009 и в 2011 — 2012 годах. Боевое подразделение чешских войск в Афганистане, было 601-я группа специального назначения (чеш. 601 skupina speciálních sil). В дополнение, чешские боевые подразделения работали в качестве полевых госпиталей, инженерных подразделений и полицейских и военных инструкторов для оказания помощи в обучении афганской полиции и армии.

## История
Чехия участвовала в операции в Афганистане с апреля 2002 года, когда в Кабул были отправлены 6-й полевой госпиталь, взвод военнослужащих для его охраны и подразделение военной полиции. В середине октября 2002 года медиков заменили на 11-й военный госпиталь (который продолжал действовать до октября 2003 года). В дальнейшем, военные полицейские обеспечивали охрану посольства Чехии в Кабуле. 
24 марта 2004 года в страну прибыло подразделение армейского спецназа. Также, в 2004 году военнослужащие Чехии были размещены в аэропорту Кабула.
Также войска Чехии находились в основном в провинции Логар, они обеспечивали охрану объектов и патрулировали местность.
7 мая 2007 года при падении в пропасть автомашины были ранены 5 военнослужащих Чехии.
По программе военной помощи правительство Чехии передало шесть вертолётов Ми-17 и шесть Ми-24 для ВВС Афганистана (первые три Ми-17 были переданы в ноябре 2007 года, следующие три Ми-17 - в 2008 году, затем были поставлены Ми-24). С 2008 года находившиеся в аэропорту Кабула военнослужащие Чехии участвовали в обучении пилотов вертолётов Ми-17 военной авиации Афганистана.
17 марта 2008 года в провинции Гильменд смертник взорвал себя рядом с военнослужащими НАТО, в результате были убиты афганец-переводчик, три военнослужащих Дании и военный полицейский Чехии, ещё два военнослужащих Чехии были ранены.
30 апреля 2008 года в провинции Логар взрывом мины под внедорожником M1114 был убит один и ранены ещё четыре военнослужащих Чехии.
22 сентября 2008 года в результате обстрела военной базы Шанк в провинции Логар тремя 107-мм реактивными снарядами были ранены три военнослужащих Чехии.
1 октября 2008 года в 4 км от военной базы Шанк в провинции Логар из реактивного противотанкового гранатомёта и стрелкового оружия был обстрелян чешский патруль (21 военнослужащий на четырех внедорожниках HMMWV), были ранены семь военнослужащих Чехии.
17 апреля 2009 года в 3 км от военной базы Шанк в провинции Логар был подорван внедорожник HMMWV и ранены три военнослужащих Чехии
Во второй половине 2009 года в состав контингента Чехии был включён авиаотряд из трёх вооружённых вертолётов Ми-171Ш (условное наименование "Task Force Hippo"), базировавшихся на военной базе "Sharana" в провинции Пактика (где был построен ангар стоимостью 18 млн. крон). В начале ноября 2011 года авиаотряд был возвращен в Чехию. За время пребывания в Афганистане вертолеты перевезли 9033 человек и 333,749 тонн грузов.
31 мая 2011 в провинции Вардак на минно-взрывном устройстве подорвался бронеавтомобиль Iveco LMV, погиб один (ротмистр Robert Vyroubal) и были ранены три военнослужащих Чехии. Также был смертельно ранен и умер от полученных ранений афганец-переводчик.
В 2011 году на вооружение вооружённых сил Чехии приняли новый автомат CZ 805, с июля 2011 начались их поставки в войска, в начале августа 2011 года 500 из 8000 заказанных автоматов выделили для перевооружения военнослужащих двух механизированных батальонов, отправляемых в Афганистан.
По состоянию на 1 августа 2013 года численность контингента составляла 182 военнослужащих.
8 июля 2014 года возле авиабазы Баграм смертник взорвал себя рядом с пешим патрулем, были убиты четыре и тяжело ранен ещё один военнослужащий Чехии.
28 декабря 2014 года командование НАТО объявило о том, что операция "Несокрушимая свобода" в Афганистане завершена. Тем не менее, боевые действия продолжались и иностранные войска остались в стране - в соответствии с начатой 1 января 2015 года операцией «Решительная поддержка», хотя общая численность иностранных войск была уменьшена.
В 2014 году чешская военная база "Camp Vyroubal" в уезде Сайдабад провинции Вардак была передана афганской армии.
В 2015 году по программе военной помощи из США были получены разведывательные беспилотные аппараты ScanEagle, которые поступили на вооружение подразделения, охранявшего периметр авиабазы Баграм.
31 мая 2017 года заминированный грузовик-автоцистерна взорвался в дипломатическом квартале Кабула, взрывом были повреждены посольства Германии, Турции, Франции и Чехии, но пострадавших среди дипломатического персонала Чехии не имелось.
В июле 2018 года в Афганистане находился 281 военнослужащий Чехии.
В ночь с 17 на 18 октября 2018 возле авиабазы в Баграме заминированный автомобиль был взорван, когда мимо него проезжала автомашина с военнослужащими Чехии. Взрыв перевернул патрульную автомашину, были ранены пять военнослужащих Чехии.
22 октября 2018 года в уезде Шинданд провинции Герат солдат афганской армии открыл огонь из винтовки М-14 по внедорожнику "тойота" с военнослужащими Чехии, в результате был убит капрал Tomáš Procházka и ранены ещё два военнослужащих Чехии.
В феврале 2020 года численность военного контингента Чехии составляла 309 военнослужащих, в феврале 2021 года - 52 военнослужащих.
14 апреля 2021 года президент США Джо Байден объявил о планах начала вывода американских войск из Афганистана в мае 2021 с завершением этого процесса к 11 сентября 2021 года. В этот же день решение о выводе войск "в течение нескольких следующих месяцев" приняли страны НАТО. 23 июня 2021 года глава генерального штаба Чехии генерал Алеш Опата сообщил, что военнослужащие Чехии покинут Афганистан до 30 июня 2021 года.
27 июня 2021 года Чехия завершила эвакуацию войск и участие в операции (последние 12 военнослужащих вылетели на самолёте Ан-124 с военным имуществом).
30 июня 2021 года бывшая чешская военная база "Camp Vyroubal" (обеспечивающая контроль над участком шоссе № 1 между городами Кабул и Кандагар) была захвачена боевиками "Талибан".
14 августа 2021 года было объявлено о закрытии посольства Чехии в Кабуле и эвакуации дипломатического персонала из страны.

## Результаты
В войне участвовали 11,5 тыс. военнослужащих Чехии.
Потери контингента Чехии в Афганистане до 31 декабря 2014 года составили 
10 военнослужащих погибшими и не менее 36 ранеными и травмированными. В период после 1 января 2015 года потери продолжались. Всего в Афганистане погибли 14 и были ранены не менее 43 военнослужащих Чехии.
В перечисленные выше потери не включены потери среди сотрудников полиции стран Евросоюза, которые находились в Афганистане по программе EUPOL — Afghanistan, но не являлись военнослужащими ISAF.
- так, 1 мая 2007 года в 100 км от Кабула, на автодороге из Кабула в город Газни из автоматического оружия была обстреляна автомашина посольства Чехии в Афганистане, в которой находились дипломат Ф. Велах и два охранника. Были ранены два чешских полицейских — сотрудники спецподразделения при Министерстве иностранных дел Чехии, которые обеспечивали охрану посольства[33][34]

В перечисленные выше потери не включены потери «контрактников» военного контингента Чехии (переводчики и иной гражданский персонал, действовавший в Афганистане с разрешения и в интересах стран коалиции)
- по данным из открытых источников, в числе потерь «контрактников» международной коалиции в войне в Афганистане — по меньшей мере 1 афганец-переводчик военного контингента Чехии[12]

В перечисленные выше потери не включены сведения о финансовых расходах на участие в войне, потерях в технике, вооружении и ином военном имуществе.
- по предварительной оценке (которую произвел чешский экономист Lukáš Kovanda на основе официальных данных правительства и министерства обороны Чехии, опубликованных в период до 21 августа 2021 года), только за период 2004-2020 гг. военные расходы Чехии составили 16,44 млрд. чешских крон, однако в эту сумму не включены данные о расходах на обеспечение деятельности чешских военных госпиталей в 2002-2003 годы, а также расходы на охрану посольства Чехии в Кабуле[36] и расходы за 2021 год.
- помимо прямых военных расходов, Чехия предоставляла военную и экономическую помощь Афганистану. По программе военной помощи правительство Чехии несколько раз отправляло вооружённым силам Афганистана признанное избыточным имущество вооружённых сил страны: сначала партию обмундирования и боеприпасы, затем 20 тыс. автоматов и 650 пулемётов, в начале 2007 года было принято решение о отправке 12 снятых с вооружения вертолётов[3] (шесть Ми-17 и шесть Ми-24, которые были переданы после модернизации, проведенной за счёт средств НАТО на авиаремонтном заводе «Letecké opravny Malešice»)[37].

## Последующие события
В 2016 году один из двух 16-тонных бронированных грузовиков Tatra-815 SOT, в 2007 году построенных для военной полиции (с 2007 до декабря 2008 года использовавшийся в провинции Гильменд, а затем вывезенный в Чехию и поставленный на хранение) был снят с вооружения и передан в военно-технический музей в Лешанах в качестве экспоната.